# Jackie Gowler
Jackie Gowler (Raetihi, 7 de junho de 1996) é uma remadora neozelandesa, medalhista olímpica.

## Carreira
Gowler conquistou a medalha de prata nos Jogos Olímpicos de Verão de 2020 em Tóquio com a equipe da Nova Zelândia no oito com feminino, ao lado de Ella Greenslade, Emma Dyke, Lucy Spoors, Kelsey Bevan, Grace Prendergast, Kerri Gowler, Beth Ross e Caleb Shepherd, com o tempo de 6:00.04. Nos Jogos Olímpicos de Verão de 2024, em Paris, conquistou a medalha de bronze na competição de quatro sem feminino, ao lado de Kerri, Phoebe Spoors e Davina Waddy com o tempo de 6:29.08.